# Neil Diamonds diskografi
Den amerikanske singer-songwriter Neil Diamonds diskografi inkluderer 32 studiealbums og 37 top 40 hits. Han har solgt mere end 75 millioner albums.

## Album

### Studiealbum
| År   | Titel                                                                   | Pladeselskab | Højeste hitlisteplacering | Højeste hitlisteplacering | Højeste hitlisteplacering | Højeste hitlisteplacering | Certificering                |
| År   | Titel                                                                   | Pladeselskab | US                        | UK                        | AUS                       | NZ                        | Certificering                |
| ---- | ----------------------------------------------------------------------- | ------------ | ------------------------- | ------------------------- | ------------------------- | ------------------------- | ---------------------------- |
| 1966 | The Feel of Neil Diamond                                                | Bang         | 137                       | —                         | —                         | —                         |                              |
| 1967 | Just for You                                                            | Bang         | 80                        | —                         | —                         | —                         |                              |
| 1968 | Velvet Gloves and Spit (genudgivet i 1970 med ny indspilningaf "Shilo") | Uni          | —                         | —                         | —                         | —                         |                              |
| 1969 | Brother Love's Travelling Salvation Show (senere omdbøt Sweet Caroline) | Uni          | 82                        | —                         | —                         | —                         | - US: Guld                   |
| 1969 | Touching You, Touching Me                                               | Uni          | 30                        | —                         | 9                         | —                         | - US: Guld                   |
| 1970 | Tap Root Manuscript                                                     | Uni          | 13                        | 19                        | 31                        | —                         | - US: Platin                 |
| 1971 | Stones                                                                  | Uni          | 11                        | 17                        | 13                        | —                         | - US: Guld                   |
| 1972 | Moods                                                                   | MCA          | 5                         | 7                         | 4                         | —                         | - US: Platin                 |
| 1973 | Jonathan Livingston Seagull (soundtrack)                                | Columbia     | 2                         | 35                        | 1                         | 3                         | - US: 2× Platin - UK: Guld   |
| 1974 | Serenade                                                                | Columbia     | 3                         | 11                        | 1                         | 3                         | - US: Platin - UK: Guld      |
| 1976 | Beautiful Noise                                                         | Columbia     | 4                         | 10                        | 1                         | 1                         | - US: Platin - UK: Guld      |
| 1977 | I'm Glad You're Here With Me Tonight                                    | Columbia     | 6                         | 16                        | 5                         | 1                         | - US: 2× Platin - UK: Guld   |
| 1978 | You Don't Bring Me Flowers                                              | Columbia     | 4                         | 15                        | 5                         | 2                         | - US: 2× Platin - UK: Guld   |
| 1979 | September Morn                                                          | Columbia     | 10                        | 14                        | 3                         | 3                         | - US: Platin - UK: Guld      |
| 1980 | The Jazz Singer (soundtrack)                                            | Capitol      | 3                         | 3                         | 10                        | 24                        | - US: 5× Platin - UK: Platin |
| 1981 | On the Way to the Sky                                                   | Columbia     | 17                        | 39                        | 12                        | 11                        | - US: Platin - UK: Silver    |
| 1982 | Heartlight                                                              | Columbia     | 9                         | 43                        | 8                         | 37                        | - US: Platin - UK: Silver    |
| 1984 | Primitive                                                               | Columbia     | 35                        | 7                         | 45                        | —                         | - US: Guld - UK: Silver      |
| 1986 | Headed for the Future                                                   | Columbia     | 20                        | 36                        | 72                        | —                         | - US: Guld                   |
| 1988 | The Best Years of Our Lives                                             | Columbia     | 46                        | 42                        | 92                        | —                         | - US: Guld                   |
| 1991 | Lovescape                                                               | Columbia     | 44                        | 36                        | 15                        | —                         | - US: Guld - UK: Guld        |
| 1992 | The Christmas Album                                                     | Columbia     | 8                         | 50                        | 30                        | —                         | - US: 2× Platin              |
| 1993 | Up on the Roof: Songs from the Brill Building                           | Columbia     | 28                        | 28                        | 25                        | —                         | - US: Guld - UK: Silver      |
| 1994 | The Christmas Album, Volume II                                          | Columbia     | 51                        | —                         | —                         | —                         | - US: Guld                   |
| 1996 | Tennessee Moon                                                          | Columbia     | 14                        | 12                        | 2                         | 13                        | - US: Guld - UK: Silver      |
| 1998 | The Movie Album: As Time Goes By                                        | Columbia     | 31                        | 68                        | —                         | 43                        | - US: Guld                   |
| 2001 | Three Chord Opera                                                       | Columbia     | 15                        | 49                        | 3                         | —                         | - US: Guld                   |
| 2005 | 12 Songs                                                                | Columbia     | 4                         | 5                         | 40                        | 40                        | - US: Guld - UK: Silver      |
| 2008 | Home Before Dark                                                        | Columbia     | 1                         | 1                         | 9                         | 1                         | - US: Guld - UK: Platin      |
| 2009 | A Cherry Cherry Christmas                                               | Columbia     | 60                        | —                         | —                         | —                         |                              |
| 2010 | Dreams                                                                  | Columbia     | 8                         | 8                         | 5                         | 5                         | - UK: Guld                   |
| 2013 | Classic Christmas Album                                                 | Sony Legacy  | —                         | —                         | —                         | —                         |                              |
| 2014 | Melody Road                                                             | Capitol      | 3                         | 4                         | 8                         | 4                         | - UK: Guld                   |
| 2016 | Acoustic Christmas                                                      | Capitol      | 48                        | —                         | 46                        | —                         |                              |

### Live albums
| Year | Title                                                                | Label       | Højeste hitlisteplacering | Højeste hitlisteplacering | Højeste hitlisteplacering | Certificering |
| Year | Title                                                                | Label       | US                        | AUS                       | UK                        | US            |
| ---- | -------------------------------------------------------------------- | ----------- | ------------------------- | ------------------------- | ------------------------- | ------------- |
| 1970 | Gold: Recorded Live at the Troubadour                                | Uni         | 10                        | 34                        | 23                        | 2× Platin     |
| 1972 | Hot August Night                                                     | MCA         | 5                         | 1                         | 21                        | 2× Platin     |
| 1977 | Love at the Greek                                                    | Columbia    | 8                         | 7                         | 3                         | 2× Platin     |
| 1987 | Hot August Night II                                                  | Columbia    | 59                        | 52                        | 74                        | Platin        |
| 1994 | Live in America                                                      | Columbia    | 93                        | 39                        | 96                        | Guld          |
| 2003 | Stages: Performances 1970–2002 (5 CDs of live recordings plus a DVD) | Columbia    | 137                       | —                         | —                         |               |
| 2009 | Hot August Night/NYC (Walmart/Sam's Club Exclusive CD/DVD release)   | Columbia    | 2                         | 21                        | 14                        | 2x Platin     |
| 2010 | Hot August Night/NYC (2 Audio CD's of the 2009 DVD release)          | Columbia    | —                         | —                         | —                         |               |
| 2018 | Hot August Night III                                                 | Capitol/UMe | 144                       | —                         | 54                        |               |

### Opsamlingsalbum
| År   | Titel                                                                      | Pladeselskab    | Højeste hitlisteplacering | Højeste hitlisteplacering | Højeste hitlisteplacering | Certificering |
| År   | Titel                                                                      | Pladeselskab    | US                        | UK                        | AUS                       | US            |
| ---- | -------------------------------------------------------------------------- | --------------- | ------------------------- | ------------------------- | ------------------------- | ------------- |
| 1968 | Neil Diamond's Greatest Hits                                               | Bang            | 100                       | —                         | —                         |               |
| 1970 | Shilo                                                                      | Bang            | 52                        | —                         | —                         |               |
| 1971 | Do It                                                                      | Bang            | 100                       | —                         | —                         |               |
| 1972 | Diamond's Diamonds                                                         | Bang            | —                         | —                         | 52                        |               |
| 1973 | Double Gold                                                                | Bang            | 36                        | —                         |                           |               |
| 1973 | Rainbow                                                                    | MCA             | 35                        |                           |                           |               |
| 1974 | Brooklyn Roads                                                             |                 |                           | 40                        |                           |               |
| 1974 | His 12 Greatest Hits                                                       |                 | 29                        | 13                        | 32                        | 4× Platin     |
| 1976 | Solitary Man                                                               |                 |                           | 41                        |                           |               |
| 1976 | 20 Super Hits                                                              |                 |                           | 52                        |                           |               |
| 1976 | And the Singer Sings His Song                                              | MCA             | 102                       |                           |                           |               |
| 1978 | Early Classics                                                             | Frog King       |                           |                           |                           |               |
| 1978 | 20 Golden Greats                                                           | MCA             |                           | 2                         |                           |               |
| 1980 | The Very Best of Neil Diamond                                              |                 |                           | 30                        |                           |               |
| 1981 | Love Songs                                                                 |                 | 201                       | 43                        | 37                        | Guld          |
| 1982 | 12 Greatest Hits Vol. II                                                   | 48              | 32                        | 21                        | 3× Platin                 |               |
| 1983 | Classics: The Early Years                                                  | 171             |                           |                           | Platin                    |               |
| 1984 | The Very Best of Neil Diamond                                              | 33              | 27                        |                           |                           |               |
| 1992 | The Essential Collection                                                   |                 |                           | 17                        |                           |               |
| 1992 | The Greatest Hits: 1966–1992                                               | 90              | 1                         | 1                         | 3× Platin                 |               |
| 1992 | Glory Road: 1968-1972                                                      |                 |                           |                           |                           |               |
| 1996 | The Best of Neil Diamond                                                   |                 | 68                        |                           |                           |               |
| 1996 | The Ultimate Collection                                                    |                 | 5                         | 30                        |                           |               |
| 1996 | In My Lifetime                                                             | 122             |                           | 50                        | Guld                      |               |
| 1996 | The Essential Collection                                                   |                 |                           |                           |                           |               |
| 1999 | 20th Century Masters - The Millennium Collection: The Best of Neil Diamond |                 |                           |                           |                           |               |
| 1999 | The Neil Diamond Collection                                                |                 |                           |                           |                           |               |
| 2001 | The Essential Neil Diamond                                                 | 90              | 11                        | 9                         | 2x Platin                 |               |
| 2002 | The Very Best of Neil Diamond                                              |                 |                           |                           |                           |               |
| 2002 | Play Me: The Complete Uni Studio Recordings...Plus!                        | MCA             |                           |                           |                           |               |
| 2005 | Gold                                                                       | Geffen          |                           |                           |                           |               |
| 2005 | The Essential Greatest Hits Collection                                     | Columbia        |                           |                           | 8                         |               |
| 2006 | The Best of Neil Diamond                                                   |                 |                           | 30                        |                           |               |
| 2007 | Classic – The Universal Masters Collection                                 |                 |                           |                           |                           |               |
| 2008 | The Best of Neil Diamond (2008 version)                                    |                 |                           | 7                         | 31                        |               |
| 2009 | The Essential Neil Diamond (Limited Edition 3.0)                           |                 |                           |                           | 89                        |               |
| 2010 | Icon                                                                       |                 |                           |                           |                           |               |
| 2011 | The Bang Years 1966-1968                                                   |                 |                           | 88                        |                           |               |
| 2011 | The Very Best of Neil Diamond: The Original Studio Recordings              | Columbia/Legacy | 45                        | 5                         | 40                        |               |
| 2014 | All-Time Greatest Hits                                                     | Capitol         | 15                        | 25                        | 38                        |               |
| 2017 | 50th Anniversary Collection                                                | Capitol         | 78                        |                           |                           |               |

## Gæsteoptræden
| År   | Sang                                                              | Album                              |
| ---- | ----------------------------------------------------------------- | ---------------------------------- |
| 1978 | "Dry Your Eyes" (live version)                                    | The Band's The Last Waltz          |
| 1994 | "You Don't Bring Me Flowers" (live version with Barbra Streisand) | Grammy's Greatest Moments Volume I |

## Singler

### 1960’erne
| A-side                                                                                   | B-side                                                      | Udgivet | Udgivet | Hitlisteplacering | Hitlisteplacering | Hitlisteplacering | Hitlisteplacering | Hitlisteplacering | Hitlisteplacering | Hitlisteplacering | Hitlisteplacering | Hitlisteplacering | Hitlisteplacering | Hitlisteplacering | Certificering |
| A-side                                                                                   | B-side                                                      | Udgivet | Udgivet | US                | US AC             | AUS               | BEL               | CAN               | GER               | IRE               | NL                | NZ                | SWI               | UK                | RIAA          |
| ---------------------------------------------------------------------------------------- | ----------------------------------------------------------- | ------- | ------- | ----------------- | ----------------- | ----------------- | ----------------- | ----------------- | ----------------- | ----------------- | ----------------- | ----------------- | ----------------- | ----------------- | ------------- |
| "You Are My Love at Last" (w/ Jack Packer as "Neil and Jack")                            | "What Will I Do" (w/ Jack Packer as "Neil and Jack")        | 1962    |         | -                 | -                 | -                 | -                 |                   | -                 | -                 | -                 | -                 | -                 | -                 |               |
| "I'm Afraid" (w/ Jack Packer as "Neil and Jack")                                         | "Till You've Tried Love"(w/ Jack Packer as "Neil and Jack") | 1962    |         | -                 | -                 | -                 | -                 |                   | -                 | -                 | -                 | -                 | -                 | -                 |               |
| "At Night"                                                                               | "Clown Town"                                                | 1963    | Jul     | -                 | -                 | -                 | -                 |                   | -                 | -                 | -                 | -                 | -                 | -                 |               |
| "Solitary Man"                                                                           | "Do It"                                                     | 1966    | Apr     | 55                | -                 | -                 | -                 | 56                | -                 | -                 | -                 | -                 | -                 | -                 |               |
| "Cherry, Cherry"                                                                         | "I'll Come Running"                                         | 1966    | Jul     | 6                 | -                 | 40                | -                 |                   | -                 | -                 | -                 | -                 | -                 | -                 |               |
| "I Got the Feelin' (Oh No No)"                                                           | "The Boat That I Row"                                       | 1966    | Oct     | 16                | -                 | 67                | -                 |                   | -                 | -                 | -                 | -                 | -                 | -                 |               |
| "You Got to Me"                                                                          | "Someday Baby"                                              | 1967    | Jan     | 18                | -                 | 69                | -                 |                   | -                 | -                 | -                 | -                 | -                 | -                 |               |
| "Girl, You'll Be a Woman Soon" (charted in Netherlands in 1971)                          | "You'll Forget"                                             | 1967    | Mar     | 10                | -                 | 34                | -                 |                   | -                 | -                 | 27                | -                 | -                 | -                 |               |
| "Thank the Lord for the Night Time"                                                      | "The Long Way Home"                                         | 1967    | Jun     | 13                | -                 | 53                | -                 |                   | -                 | -                 | -                 | -                 | -                 | -                 |               |
| "Kentucky Woman"                                                                         | "The Time Is Now"                                           | 1967    | Oct     | 22                | -                 | 58                | -                 |                   | -                 | -                 | -                 | 10                | -                 | -                 |               |
| "New Orleans"                                                                            | "Hanky Panky"                                               | 1967    | Dec     | 51                | -                 | 55                | -                 |                   | -                 | -                 | -                 | -                 | -                 | -                 |               |
| "Red, Red Wine"                                                                          | "Red Rubber Ball"                                           | 1968    | Mar     | 62                | -                 | 78                | -                 |                   | -                 | -                 | -                 | -                 | -                 | -                 |               |
| "Brooklyn Roads"                                                                         | "Holiday Inn Blues"                                         | 1968    | Apr     | 58                | -                 | -                 | -                 |                   | -                 | -                 | -                 | -                 | -                 | -                 |               |
| "Two-Bit Manchild"                                                                       | "Broad Old Woman (6 AM Insanity)"                           | 1968    | Jun     | 66                | -                 | 83                | -                 |                   | -                 | -                 | -                 | 17                | -                 | -                 |               |
| "Shilo"                                                                                  | "La Bamba"                                                  | 1968    | Sep     | 24                | -                 | -                 | -                 |                   | -                 | -                 | -                 | -                 | -                 | -                 |               |
| "Sunday Sun"                                                                             | "Honey Drippin' Times"                                      | 1968    | Sep     | 68                | -                 | 96                | -                 |                   | -                 | -                 | -                 | -                 | -                 | -                 |               |
| "Brother Love's Travelling Salvation Show"                                               | "A Modern Day Version of Love"                              | 1969    | Jan 29  | 22                | -                 | 44                | -                 |                   | -                 | -                 | -                 | 5                 | -                 | -                 |               |
| "Sweet Caroline" (charted in Europe in 1971; except NL and South Africa (no. 7) in 1969) | "Dig In"                                                    | 1969    | May 28  | 4                 | 3                 | 3                 | -                 |                   | 37                | 9                 | 16                | -                 | -                 | 8                 | Platin        |
| "Holly Holy"                                                                             | "Hurtin' You Don't Come Easy"                               | 1969    | Oct 13  | 6                 | 5                 | 3                 | -                 |                   | -                 | -                 | -                 | 6                 | -                 | -                 | Platin        |

### 1970’erne
| A-side                                                        | B-side                                      | Udgivet | Hitlisteplaceringer | Hitlisteplaceringer | Hitlisteplaceringer | Hitlisteplaceringer | Hitlisteplaceringer | Hitlisteplaceringer | Hitlisteplaceringer | Hitlisteplaceringer | Hitlisteplaceringer | Hitlisteplaceringer | Hitlisteplaceringer | Certificering |
| A-side                                                        | B-side                                      | Udgivet | US                  | US AC               | AUS                 | BEL                 | CAN                 | GER                 | IRE                 | NL                  | NZ                  | SWI                 | UK                  | RIAA          |
| ------------------------------------------------------------- | ------------------------------------------- | ------- | ------------------- | ------------------- | ------------------- | ------------------- | ------------------- | ------------------- | ------------------- | ------------------- | ------------------- | ------------------- | ------------------- | ------------- |
| "Shilo" (Alternate version) (charted in Germany in Nov. 1971) | "La Bamba"                                  | 1970    | 24                  | 8                   | 23                  | -                   |                     | 21                  | -                   | -                   | -                   | -                   | -                   |               |
| "Until It's Time for You to Go"                               | "And the Singer Sings His Song"             | 1970    | 53                  | 11                  | -                   | -                   |                     | -                   | -                   | -                   | -                   | -                   | -                   |               |
| "Soolaimón"                                                   | "And the Grass Won't Pay No Mind"           | 1970    | 30                  | 5                   | 23                  | -                   |                     | 22                  | -                   | -                   | 14                  | -                   | -                   |               |
| "And the Grass Won't Pay No Mind"                             | "Merry-Go-Round"                            | 1970    | -                   | -                   | 92                  | -                   |                     | -                   | -                   | -                   | -                   | -                   | -                   |               |
| "Solitary Man" (1966 single version-Bang 519)                 | "The Time Is Now"                           | 1970    | 21                  | 6                   | 36                  | -                   | 31                  | -                   | -                   | -                   | -                   | -                   | -                   |               |
| "Cracklin' Rosie"                                             | "Lordy" (live)                              | 1970    | 1                   | 2                   | 2                   | 2                   | 1                   | 7                   | 2                   | 6                   | 1                   | -                   | 3                   | Platin        |
| "He Ain't Heavy, He's My Brother"                             | "Free Life"                                 | 1970    | 20                  | 4                   | 94                  | -                   |                     | -                   | -                   | -                   | 18                  | -                   | -                   |               |
| "Do It"                                                       | "Hanky Panky"                               | 1970    | 36                  | 25                  | -                   | 15                  |                     | -                   | -                   | 16                  | -                   | -                   | -                   |               |
| "I Am...I Said"                                               | "Done Too Soon"                             | 1971    | 4                   | 2                   | 10                  | 8                   |                     | 3                   | 1                   | 6                   | 1                   | 2                   | 4                   |               |
| "Done Too Soon"                                               | "I Am...I Said"                             | 1971    | 65                  | 30                  | -                   | -                   |                     | -                   | -                   | -                   | -                   | -                   | -                   |               |
| "I'm a Believer"                                              | "Crooked Street"                            | 1971    | 51                  | 31                  | -                   | -                   |                     | 23                  | -                   | 29                  | -                   | -                   | -                   |               |
| "Stones"                                                      | "Crunchy Granola Suite"                     | 1971    | 14                  | 2                   | 24                  | -                   |                     | 26                  | -                   | -                   | 7                   | -                   | -                   |               |
| "Song Sung Blue"                                              | "Gitchy Goomy"                              | 1972    | 1                   | 1                   | 5                   | 5                   |                     | 6                   | 17                  | 3                   | 1                   | 1                   | 14                  | Guld          |
| "Play Me"                                                     | "Porcupine Pie"                             | 1972    | 11                  | 3                   | 25                  | -                   | 6                   | 28                  | -                   | -                   | -                   | -                   | -                   |               |
| "Walk on Water"                                               | "High Rolling Man"                          | 1972    | 17                  | 2                   | 74                  | -                   |                     | 39                  | -                   | -                   | -                   | -                   | -                   |               |
| "Cherry, Cherry" (live)                                       | "Morningside" (live)                        | 1973    | 31                  | 19                  | 52                  | -                   |                     | -                   | -                   | -                   | -                   | -                   | -                   |               |
| "The Long Way Home"                                           | "Monday, Monday"                            | 1973    | 91                  | 41                  | 49                  | -                   |                     | -                   | -                   | -                   | -                   | -                   | -                   |               |
| "The Last Thing on My Mind"                                   | "Canta Libre" (live)                        | 1973    | 56                  | 15                  | 47                  | -                   |                     | -                   | -                   | -                   | -                   | -                   | -                   |               |
| "Be"                                                          | "Flight of the Gull (instrumental)"         | 1973    | 34                  | 11                  | 29                  | -                   |                     | -                   | -                   | -                   | 6                   | -                   | -                   |               |
| "Skybird"                                                     | "Lonely Looking Sky"                        | 1974    | 75                  | 24                  | 74                  | -                   |                     | -                   | -                   | 6                   | -                   | -                   | -                   |               |
| "Longfellow Serenade"                                         | "Rosemary's Wine"                           | 1974    | 5                   | 1                   | 7                   | 9                   |                     | 2                   | -                   | 9                   | 29                  | 1                   | -                   |               |
| "I've Been This Way Before"                                   | "Reggae Strut"                              | 1975    | 34                  | 1                   | 77                  | -                   |                     | 46                  | -                   | -                   | -                   | -                   | -                   |               |
| "The Last Picasso"                                            | "The Gift of Song"                          | 1975    | -                   | 7                   | -                   | -                   |                     | 43                  | -                   | -                   | -                   | -                   | -                   |               |
| "If You Know What I Mean"                                     | "Street Life"                               | 1976    | 11                  | 1                   | 27                  | 9                   | 19                  | 33                  | -                   | 5                   | 8                   | -                   | 35                  |               |
| "Don't Think... Feel"                                         | "Home Is a Wounded Heart"                   | 1976    | 43                  | 4                   | -                   | -                   |                     | -                   | -                   | -                   | -                   | -                   | -                   |               |
| "Beautiful Noise"                                             | "Signs"                                     | 1976    | -                   | 8                   | -                   | 6                   |                     | 6                   | 4                   | 3                   | -                   | 6                   | 13                  |               |
| "Stargazer"                                                   | "Jungletime"                                | 1977    | -                   | -                   | -                   | 28                  |                     | 39                  | -                   | 24                  | -                   | -                   | -                   |               |
| "Lady-Oh"                                                     | "Surviving the Life"                        | 1977    | -                   | -                   | -                   | -                   |                     | -                   | -                   | 19                  | -                   | -                   | -                   |               |
| "Desiree"                                                     | "Once in a While"                           | 1977    | 16                  | 1                   | 29                  | 24                  | 8                   | 25                  | 6                   | 21                  | 5                   | -                   | 39                  |               |
| "Let Me Take You in My Arms Again"                            | "As If"                                     | 1978    | -                   | -                   | -                   | -                   |                     | 25                  | -                   | 29                  | -                   | -                   | -                   |               |
| "You Don't Bring Me Flowers" (w/ Barbra Streisand)A           | "You Don't Bring Me Flowers (instrumental)" | 1978    | 1                   | 3                   | 4                   | 17                  |                     | -                   | 14                  | 14                  | 3                   | -                   | 5                   | Platin        |
| "Forever in Blue Jeans"B                                      | "Remember Me"                               | 1979    | 20                  | 2                   | 41                  | -                   |                     | 31                  | 4                   | -                   | 22                  | -                   | 16                  |               |
| "Say Maybe"                                                   | "Diamond Girls"                             | 1979    | 55                  | 3                   | -                   | -                   |                     | -                   | -                   | -                   | -                   | -                   | -                   |               |
| "The American Popular Song"                                   | "Memphis Flyer"                             | 1979    | -                   | -                   | -                   | -                   |                     | -                   | -                   | 38                  | -                   | -                   | -                   |               |
| "September Morn'"                                             | "I'm a Believer"                            | 1979    | 17                  | 2                   | 23                  | -                   | 15                  | -                   | -                   | -                   | 19                  | -                   | 17                  |               |

Notes
- A"You Don't Bring Me Flowers" also reached #70 on the Country Singles chart.
- B"Forever in Blue Jeans" also reached #73 on the Country Singles chart.

### 1980’erne
| A-side                            | B-side                           | Udgivet | Udgivet | Hitlisteplaceringer | Hitlisteplaceringer | Hitlisteplaceringer | Hitlisteplaceringer | Hitlisteplaceringer | Hitlisteplaceringer | Hitlisteplaceringer | Hitlisteplaceringer | Hitlisteplaceringer | Hitlisteplaceringer | Hitlisteplaceringer |
| A-side                            | B-side                           | Udgivet | Udgivet | US                  | US AC               | AUS                 | BEL                 | CAN                 | GER                 | IRE                 | NL                  | NZ                  | SWI                 | UK                  |
| --------------------------------- | -------------------------------- | ------- | ------- | ------------------- | ------------------- | ------------------- | ------------------- | ------------------- | ------------------- | ------------------- | ------------------- | ------------------- | ------------------- | ------------------- |
| "The Good Lord Loves You"         | "Jazz Time"                      | 1980    |         | 67                  | 23                  | -                   | -                   |                     | -                   | -                   | -                   | -                   | -                   | -                   |
| "Love on the Rocks"               | "Acapulco"                       | 1980    |         | 2                   | 3                   | 29                  | 12                  | 11                  | 70                  | 10                  | 26                  | 32                  | 9                   | 17                  |
| "Hello Again"                     | "Amazed and Confused"            | 1981    |         | 6                   | 3                   | -                   | 21                  |                     | -                   | 18                  | 37                  | -                   | -                   | 51                  |
| "America"                         | "Songs of Life"                  | 1981    | Apr 4   | 8                   | 1                   | -                   | -                   | 45                  | -                   | -                   | -                   | -                   | -                   | -                   |
| "Yesterday's Songs"               | "Guitar Heaven"                  | 1981    |         | 11                  | 1                   | 75                  | -                   | 15                  | -                   | -                   | -                   | -                   | -                   | -                   |
| "On the Way to the Sky"           | "Save Me"                        | 1982    |         | 27                  | 4                   | -                   | -                   |                     | -                   | -                   | -                   | -                   | -                   | -                   |
| "Be Mine Tonight"                 | "Right by You"                   | 1982    |         | 35                  | 2                   | -                   | -                   |                     | -                   | -                   | -                   | -                   | -                   | -                   |
| "Heartlight"                      | "You Don't Know Me"              | 1982    |         | 5                   | 1                   | 29                  | 23                  | 6                   | -                   | 21                  | -                   | 23                  | -                   | 47                  |
| "I'm Alive"                       | "Lost Among the Stars"           | 1983    |         | 35                  | 4                   | -                   | -                   |                     | -                   | -                   | -                   | -                   | -                   | -                   |
| "Front Page Story"                | "I'm Guilty"                     | 1983    |         | 65                  | 5                   | -                   | -                   |                     | -                   | -                   | -                   | -                   | -                   | -                   |
| "Turn Around"                     | "Brooklyn on a Saturday Night"   | 1984    |         | 62                  | 4                   | -                   | -                   |                     | -                   | -                   | -                   | -                   | -                   | -                   |
| "Sleep with Me Tonight"           | "One-by-One"                     | 1984    | Sep     | -                   | 24                  | -                   | -                   |                     | -                   | -                   | -                   | -                   | -                   | -                   |
| "You Make It Feel Like Christmas" | "Crazy"                          | 1984    | Dec     | -                   | 28                  | -                   | -                   |                     | -                   | -                   | -                   | -                   | -                   | -                   |
| "Headed for the Future"           | "Angel"                          | 1986    |         | 53                  | 10                  | -                   | -                   |                     | -                   | -                   | -                   | -                   | -                   | -                   |
| "The Story of My Life"            | "Love Doesn't Live Here Anymore" | 1986    | Jul     | -                   | 11                  | -                   | -                   |                     | -                   | -                   | -                   | -                   | -                   | -                   |
| "I Dreamed a Dream" (live)        | "Sweet Caroline" (live)          | 1987    | Oct     | -                   | 13                  | -                   | -                   |                     | -                   | -                   | -                   | -                   | -                   | 90                  |
| "This Time"                       | "If I Couldn't See You Again"    | 1987    | Dec     | -                   | 9                   | -                   | -                   |                     | -                   | 17                  | -                   | -                   | -                   | 84                  |
| "The Best Years of Our Lives"     | "Carmelita's Eyes"               | 1989    | Apr     | -                   | 7                   | -                   | -                   |                     | -                   | -                   | -                   | -                   | -                   | -                   |
| "Baby Can I Hold You"             | "Baby Can I Hold You"            | 1989    | Jul 1   | -                   | 28                  | -                   | -                   |                     | -                   | -                   | -                   | -                   | -                   | -                   |

### 1990’erne, 2000’erne og 2010’erne
| Titel                                               | Udgivet | Udgivet | Hitlisteplaceringer | Hitlisteplaceringer | Hitlisteplaceringer | Hitlisteplaceringer | Hitlisteplaceringer | Hitlisteplaceringer | Hitlisteplaceringer | Hitlisteplaceringer | Hitlisteplaceringer | Hitlisteplaceringer |
| Titel                                               | Udgivet | Udgivet | US                  | US AC               | AUS                 | BEL                 | GER                 | IRE                 | NL                  | NZ                  | SWI                 | U.K.                |
| --------------------------------------------------- | ------- | ------- | ------------------- | ------------------- | ------------------- | ------------------- | ------------------- | ------------------- | ------------------- | ------------------- | ------------------- | ------------------- |
| "If There Were No Dreams"                           | 1991    | Aug     | -                   | 14                  | -                   | -                   | -                   | -                   | -                   | -                   | -                   | -                   |
| "Don't Turn Around"                                 | 1991    | Nov     | -                   | 19                  | -                   | -                   | -                   | -                   | -                   | -                   | -                   | -                   |
| "Hooked on the Memory of You" (w/ Kim Carnes)       | 1992    | Mar     | -                   | 23                  | -                   | -                   | -                   | -                   | -                   | -                   | -                   | -                   |
| "All I Really Need Is You"                          | 1992    | Jul     | -                   | -                   | -                   | -                   | -                   | -                   | -                   | -                   | -                   | -                   |
| "Morning Has Broken"                                | 1992    | Oct     | -                   | -                   | -                   | -                   | -                   | -                   | -                   | -                   | -                   | 36                  |
| "You've Lost That Lovin' Feelin'" (w/ Dolly Parton) | 1993    | Sept    | -                   | -                   | -                   | -                   | -                   | -                   | -                   | -                   | -                   | -                   |
| "Will You Love Me Tomorrow"                         | 1993    | Dec     | -                   | -                   | -                   | -                   | -                   | -                   | -                   | -                   | -                   | -                   |
| "Play Me" (live)                                    | 1994    | Jul     | -                   | -                   | -                   | -                   | -                   | -                   | -                   | -                   | -                   | -                   |
| "Marry Me" (w/ Buffy Lawson)                        | 1996    | Feb     | -                   | -                   | -                   | -                   | -                   | -                   | -                   | -                   | -                   | -                   |
| "One Good Love" (w/ Waylon Jennings)                | 1996    | Feb     | -                   | -                   | -                   | -                   | -                   | -                   | -                   | -                   | -                   | -                   |
| "Can Anybody Hear Me"                               | 1996    |         | -                   | -                   | -                   | -                   | -                   | -                   | -                   | -                   | -                   | -                   |
| "As Time Goes By"                                   | 1998    |         | -                   | -                   | -                   | -                   | -                   | -                   | -                   | -                   | -                   | -                   |
| "You Are the Best Part of Me"                       | 2001    | Jul 27  | -                   | 28                  | -                   | -                   | -                   | -                   | -                   | -                   | -                   | -                   |
| "A Mission of Love"                                 | 2001    | Nov 5   | -                   | -                   | -                   | -                   | -                   | -                   | -                   | -                   | -                   | -                   |
| "Delirious Love"                                    | 2006    | Jan 9   | -                   | 31                  | -                   | -                   | -                   | -                   | -                   | -                   | -                   | -                   |
| "Delirious Love" (w/ Brian Wilson)                  | 2006    |         | -                   | 27                  | -                   | -                   | -                   | -                   | -                   | -                   | -                   | -                   |
| "Pretty Amazing Grace"                              | 2008    |         | -                   | 30                  | -                   | -                   | -                   | -                   | -                   | -                   | -                   | 49                  |
| "If I Don't See You Again"                          | 2008    |         | -                   | -                   | -                   | -                   | -                   | -                   | -                   | -                   | -                   | -                   |
| "Cherry Cherry Christmas"                           | 2009    | Dec 24  | -                   | 4                   | -                   | -                   | -                   | -                   | -                   | -                   | -                   | -                   |
| "Yesterday"                                         | 2010    |         | -                   | -                   | -                   | -                   | -                   | -                   | -                   | -                   | -                   | -                   |
| "Midnight Train to Georgia"                         | 2010    | Nov     | -                   | -                   | -                   | -                   | -                   | -                   | -                   | -                   | -                   | 151                 |
| "The Freedom Song (They'll Never Take Us Down)"     | 2013    | July    | -                   | -                   | -                   | -                   | -                   | -                   | -                   | -                   | -                   | -                   |
| "Something Blue"                                    | 2014    | Oct     | -                   | -                   | -                   | -                   | -                   | -                   | -                   | -                   | -                   | -                   |
| "The Christmas Medley"                              | 2016    | Dec     | -                   | 10                  | -                   | -                   | -                   | -                   | -                   | -                   | -                   | -                   |